# Manolita del Arco
Manuela del Arco Palacios, més coneguda com a Manolita del Arco i pels sobrenoms «Dolores García» i «Lolichu», (Bilbao, 1920 - Madrid, 20 de gener de 2006) va ser una activista política espanyola, militant del Partit Comunista d'Espanya (PCE), especialment activa durant la Guerra del 36 a Madrid i com a presa política durant la dictadura franquista. Amb un total de 19 anys va ser la dona que va romandre més temps de forma ininterrompuda a la presó com a víctima de la repressió dictatorial.

## Trajectòria
Del Arco va néixer l'any 1920 a Bilbao en el bressol d'una família humil i proletària. Es va traslladar a Madrid amb set anys, on va viure gairebé tota la seva vida, excepte una breu estada a la seva localitat natal i en els llargs períodes en què va romandre presa. Es va criar al barri madrileny de Chamberí, a casa dels seus oncles. Sent molt jove, cursant estudis de batxillerat, es va integrar a la Federació Universitària Escolar (FUE), al Socors Roig Internacional i es va unir a l'Agrupació de Dones Antifeixistes. Després del cop d'estat del 1936 va començar a treballar a l'oficina de l'Estat Major del batalló de milicians Unió de Germans Proletaris (UGP) i, a l'octubre d'aquell any, va ingressar al Partit Comunista d'Espanya (PCE).

### Guerra del 36
Amb el cop d'estat desencadenant de la Guerra del 36, va romandre a la Madrid assetjada pels revoltats durant tota la guerra. En aquest temps va accedir al comitè central del PCE, es va incorporar a treballar al Socors Roig Internacional, va ser una de les persones més actives de l'Associació de Dones Antifeixistes i es va enquadrar a les oficines de l'Estat Major del batalló Unió de Germans Proletaris (UGP). Respecte a la seva participació al batalló va comentar que va estar poc temps i que va anar adquirint una consciència diferent quan es va rebre una ordre del Govern perquè no hi hagués dones, fins i tot a les oficines de les milícies.
El 9 de març de 1939, durant els preparatius del cop d'estat de Casado contra la Segona República Espanyola a Madrid, va ser detinguda com a militant del PCE i empresonada al convent dels Salesians i a la presó de dones de Ventas. Quan a la fi d'aquell mes va ser posada en llibertat, la ciutat estava ja en mans dels franquistes. Tot i que va ser detinguda el mateix dia que va acabar la guerra, l'1 d'abril, va ser posada en llibertat provisional. Es va traslladar, llavors, a Bilbao, on va començar la reorganització del partit comunista.

### Presa de la dictadura franquista
Durant tres anys va aconseguir evitar ser detinguda, la qual cosa finalment va ocórrer el 1942 a La Corunya. Un consell de guerra a Madrid la va condemnar a pena de mort per les seves activitats clandestines, si bé després la pena va ser commutad per reclusió major de 30 anys. En aquell judici va conèixer a qui molts anys després seria el seu company, Ángel Martínez Martínez, també militant del PCE i pres durant 19 anys.
Es va iniciar llavors un periple de resistència, vagues de fam i constants trasllats de presó per tot Espanya. Després de patir episodis de tortura durant tres mesos a la Direcció General de Seguretat de l'Estat, situada llavors a la Puerta del Sol, posteriorment transformada en la seu de la presidència de la Comunitat de Madrid, va iniciar la seva primera vaga de fam a la presó de Ventas, protesta a la qual moltes preses s'hi van sumar. Per aquest motiu va ser traslladada a Alcázar de San Juan, Linares, Còrdova, Màlaga (dos anys) i a la presó de Segòvia, on va ingressar el 1948 i va romandre-hi vuit anys. El 1949, a Segòvia, va protagonitzar una de les vagues de fam més destacades, al costat d'altres conegudes preses polítiques com Pilar Claudín, Merche Gómez, María Vázquez, Nieves Torres i Josefina Amalia Vila. El 1956 va ser traslladada a Alcalá de Henares, on va estar-hi quatre anys fins a la seva posada en llibertat provisional el 1960.

### En llibertat
Això no va impedir que seguís activa com a militància del PCE, destacant pel seu suport als presos polítics del penal de Burgos, on es trobava el seu company. Durant la Transició democràtica, amb la legalització del PCE, va seguir col·laborant amb la direcció del partit a les àrees d'internacional i sanitat.

### Últims anys
A l'última etapa de la seva vida va formar part del col·lectiu feminista Sororitat, que la va nomenar presidenta d'honor. Va morir a Madrid el 20 de gener de 2006, als vuitanta-cinc anys.

## Memòria històrica
L'any 2021, la seva vida va ser novel·lada pel seu fill, Miguel Martínez del Arco, a la novel·la Memoria del frío.